# Kościół św. Jana Nepomucena i Niepokalanego Poczęcia Najświętszej Maryi Panny w Dąbrównie
Kościół świętego Jana Nepomucena i Niepokalanego Poczęcia Najświętszej Maryi Panny – rzymskokatolicki kościół parafialny znajdujący się w dawnym mieście, obecnie wsi Dąbrówno, w województwie warmińsko-mazurskim. Należy do dekanatu Grunwald archidiecezji warmińskiej.
Jest to świątynia wybudowana w latach 1863-1865 z kamienia polnego łupanego i cegły w stylu neogotyckim. Był to pierwszy kościół katolicki wybudowany w mieście od 1525 roku, kiedy to Prusy Książęce przyjęły protestantyzm. Fasada o schodkowych szczytach, nad zachodnim nadwieszona wieżyczka. Do wyposażenia świątyni należą m.in.: ołtarz w stylu neogotyckim i średniowieczna kamienna kropielnica, pochodząca z kościoła w Leszczu.
Konsekratorem kościoła był ówczesny biskup chełmiński – Jan Nepomucen Marwicz.